# وشترگلن
وشترگلن (به آلمانی: Westeregeln) یک منطقهٔ مسکونی در آلمان است که در بورد-هاکل واقع شده‌است. وشترگلن ۲٬۰۶۳ نفر جمعیت دارد.